# Gauripur (Bangladesh)
Gauripur è un sottodistretto (upazila) del Bangladesh situato nel distretto di Mymensingh, divisione di Mymensingh. Si estende su una superficie di 274,07 km² e conta una popolazione di 323.057  abitanti (censimento 2011).